# مقاطعة يوبورجا
مقاطعة يوبورجا هي مقاطعة تقع في الجنوب الغربي من منطقة سنجان ذاتية الحكم لقومية الأويغور وتحت إدارة ولاية كاشغر. تبلغ مساحتها 3,126 كيلومتر مربع (1,207 ميل2)         ، ووفقًا لتعداد عام 2002 يبلغ عدد سكانها 130،000.